# AMX-30
L'AMX-30 è un carro armato da combattimento francese. Si tratta di un veicolo molto compatto, leggero, potente, poco corazzato e con problemi iniziali di affidabilità alla trasmissione, che ancora costituisce il più diffuso carro di produzione francese nel mondo, e viene tuttora utilizzato per le esercitazioni delle reclute di cavalleria.

## Sviluppo
Dopo la seconda guerra mondiale, l'Esercito francese si ritrovò con molti M4 Sherman di fornitura statunitense, integrati da alcuni ARL 44 nazionali – mezzi che tuttavia vennero presto superati dalle tecnologie correnti. Così, durante i primi anni della Guerra fredda, gli USA fornirono consistenti lotti di M47 Patton, un carro giudicato insoddisfacente in patria, ma particolarmente adatto per l'esportazione. Per sostituire gli M-47, alla fine degli anni cinquanta venne studiato un nuovo veicolo, assieme allo stato maggiore tedesco. Il progetto finale fu elaborato nel 1956, e vide anche la partecipazione dell'Italia nella formulazione dei requisiti.
Alla fine del decennio sia la Francia che la Germania erano a buon punto nel realizzare il loro nuovo veicolo da combattimento cingolato. Nel 1960 venne completato il prototipo dell'AMX-30, dove il "30" stava a indicare le tonnellate di peso (una denominazione mal rispettata, vista la massa di 36 tonnellate in ordine di combattimento).
Si trattava comunque di un carro ancora estremamente leggero rispetto agli altri carri occidentali, dotato di una corazzatura utile contro i cannoni da 20 mm, ma in grande contrasto con quanto normalmente domandato per i carri, ossia resistere al proprio armamento sull'arco frontale. La discrepanza si può comprendere oggi se si considera che, a quei tempi il problema era diventato asimmetrico: la nuova tecnologia controcarro, che prevedeva missili e razzi HEAT capaci di perforare oltre mezzo metro di armatura d'acciaio, non era in alcun modo contrastata, né si conoscevano i principi, oggi comuni nella progettazione dei carri d'assalto, delle corazze distanziate, stratificate e composite, o degli skirts sistemati sui cingoli.
Per rendere l'idea, un RPG-7 era in grado di perforare dai 250 ai 330 mm di acciaio omogeneo, 150 mm ad un metro dal punto di scoppio o 100 mm a un metro e mezzo, e un cannone da 120 mm senza rinculo poteva perforare 300 mm di corazza a oltre un metro di distanza dal punto di scoppio. Inoltre, i missili controcarro potevano distruggere facilmente uno o più carri a 2 o 3 km di distanza (tanto quanto prevedeva la gittata del missile), e dunque da distanze di totale sicurezza – col solo, evidente svantaggio, di dover inquadrare il bersaglio nell'arco di non più di 30 secondi dal lancio.
Il carro di nuova generazione doveva essere sufficientemente veloce da impedire ai missili controcarro una mira sufficiente a raggiungerli e colpirli, doveva potersi eclissare dietro cortine nebbiogene, nascondersi dietro ostacoli ed evitare col semplice movimento la gran parte degli ordigni in arrivo. Si sarebbe dovuto porre l'accento sulla potenza dell'armamento, con un cannone di almeno 105 mm di calibro, e munizioni capaci di affrontare i carri armati più potenti, del tipo APDS o HEAT.
Le prove di valutazione dei due mezzi sviluppati secondo questa filosofia, il Leopard 1 di fabbricazione tedesca e l'AMX-30, vennero svolte con la supervisione dell'Esercito Italiano, e dimostrarono che il carro francese aveva una precisione di tiro leggermente superiore, ma soffriva una meccanica meno affidabile. Poiché i progetti erano entrambi risultati soddisfacenti, entrambi entrarono in produzione.

## Tecnica
L'AMX-30 era un mezzo potente e moderno, basso e compatto, dotato di scafo saldato e torretta fusa, con la classica disposizione con pilota in avanti, torre con 3 uomini a centro scafo, che costituiva il comparto di combattimento, e il comparto motore sul retro.

### Mobilità
Il carro era mosso da un motore Hispano-Suiza da 720 hp a 12 cilindri, diesel, accoppiato ad una trasmissione semiautomatica. Le sospensioni erano a barra di torsione, con ruote di media grandezza. Il rapporto tra potenza e tonnellaggio era di 20:1, quasi come nel caso del Leopard, ma l'affidabilità complessiva del veicolo è stata subito in discussione, specie per la scarsa efficienza della trasmissione. La velocità massima era di 65 km/h, e il carro poteva attraversare specchi d'acqua di 2,2 metri di profondità, che salivano a 4 con l'uso dello snorkel.

### Armamento e dotazioni
Originariamente l'armamento non era stabilizzato e comprendeva soprattutto il cannone da 105 mm CN-105F1, con manicotto antidistorsione, capace di tirare granate HEAT, perforando con grande precisione, a fronte di un obbiettivo fermo o a media distanza, fino a 400 mm di acciaio. La riserva era di 47 proiettili, 19 dei quali in torretta per il pronto impiego.

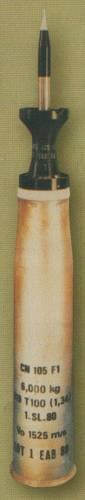
Proiettile APFSDS da 105 mm usato dall'AMX-30. La velocità iniziale è di 1525 m/s.

Fu progettato per l'AMX anche un cannone M693 da 20 mm coassiale, utile per risparmiare colpi di cannone contro obiettivi leggermente protetti e poco vulnerabili alla mitragliatrice calibro 7,62 mm sulla cupola del capocarro. Il cannone aveva un munizionamento di 1050 colpi, la mitragliatrice 2050. L'alzo del cannone, fino a un massimo di circa 18 gradi, era meno della metà di quello del cannoncino (40 gradi), che poteva così ingaggiare bersagli aerei lenti quali gli elicotteri e obiettivi ad alto angolo. Tutti gli armamenti erano azionabili senza esporre membri d'equipaggio all'esterno del carro.
Il sistema di tiro era dotato di un telemetro ottico in torretta, mentre il capocarro aveva una cupola riccamente munita di 10 iposcopi, di un periscopio di puntamento e visione da 10 ingrandimenti, e di un faro a luce visibile per la ricerca notturna. Il capocarro aveva anche a disposizione un telemetro ottico, utile dunque soltanto durante il giorno, di portata utile tra i 600 e i 3500 metri. Il cannoniere usava un periscopio diurno da 8 ingrandimenti M271, sostituibile con uno notturno a 5,4 ingrandimenti, abbinato con un proiettore infrarosso PH-8B con raggio di 800 metri. Il pilota aveva a disposizione due iposcopi, abbinati a fari infrarossi frontali.

### Protezione
Lo scafo del carro aveva una struttura di tipo convenzionale, con piastre molto inclinate. Sebbene esse non fossero più spesse che nel caso del Leopard, probabilmente la loro struttura offriva maggiore protezione contro le armi di piccolo calibro – e in ogni caso apparivano inadeguate alla minaccia dei colpi ad alta perforazione già sviluppati all'epoca della progettazione.

## Servizio

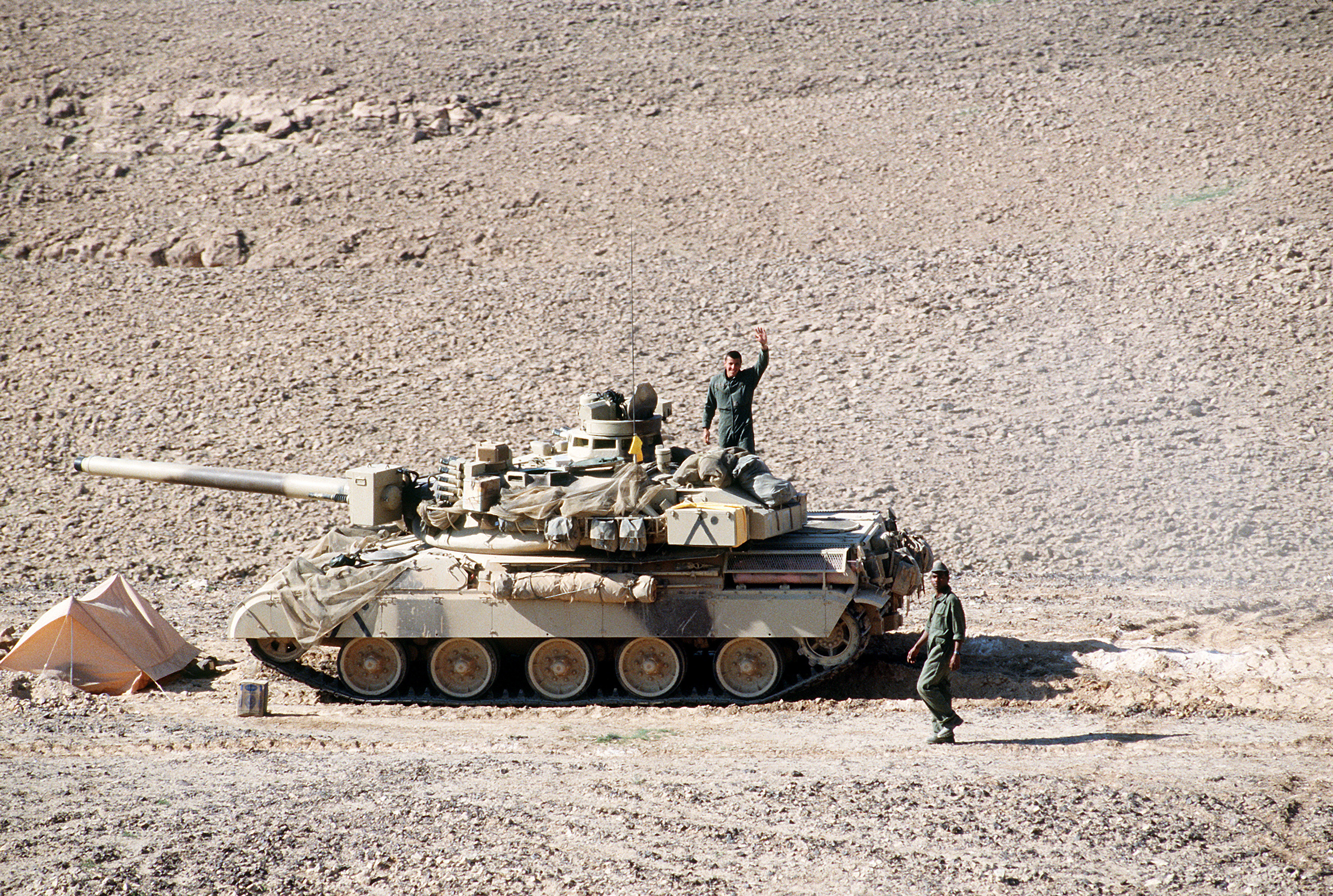
Un AMX-30 in azione durante l'Operazione Daguet

Entrato in produzione nel 1966, l'AMX-30 rimpiazzò gli M47 in Francia e venne distribuito diffusamente all'estero, soprattutto tra i Paesi non allineati. Ciononostante, in ambito NATO si rivelava un mezzo lievemente inferiore in termini di qualità e resistenza sul campo rispetto al Leopard tedesco, e pertanto in Europa ebbe mercato esclusivamente in patria.
Israele decise di non acquistarne, a causa della scarsa protezione rispetto a mezzi statunitensi, sovietici e britannici.
L'Armée de Terre ebbe in dotazione 1084 carri AMX-30, la Spagna 299, la Grecia 190, l'Arabia Saudita 150, il Venezuela 84, il Cile 21, e altri mezzi vennero esportati a Cipro, nel Qatar, negli Emirati Arabi Uniti, in Argentina, in Tunisia, in Jugoslavia.
Gli aggiornamenti furono frequenti, e alcune Nazioni operarono per conto proprio.
- La Spagna sostituì la trasmissione con un modello statunitense.
- Negli anni ottanta fu sviluppato l'AMX-30B2, con un sistema di tiro migliorato (chiamato COTAC) grazie a un puntamento che si basava su calcolatore balistico, telemetro laser APX-550, videocamera LLLTV.
- Tra il 1982 e 1986 la nuova versione fu prodotta in 217 esemplari per esigenze nazionali, e alcune altre centinaia per l'export;
- La conversione dei mezzi base AMX-30 ha avuto luogo tra il 1984 e 1989, ma solo poco più di 500 veicoli furono aggiornati, a causa degli alti costi.

L'AMX-30, costruito in oltre 2000 esemplari, ha avuto un servizio lungo e intenso negli eserciti che lo hanno impiegato, ma ha visto ben pochi combattimenti reali, ma tra questi ricordiamo l'esperienza francese ai tempi di Desert Storm durante la guerra del Golfo, in cui i carri del corpo di spedizione (Operazione Daguet) combatterono alcune battaglie minori come quella della conquista della base aerea di al-Salmān.

## Varianti
- AMX-30A: prototipi;
- AMX-30B: prima versione di serie;

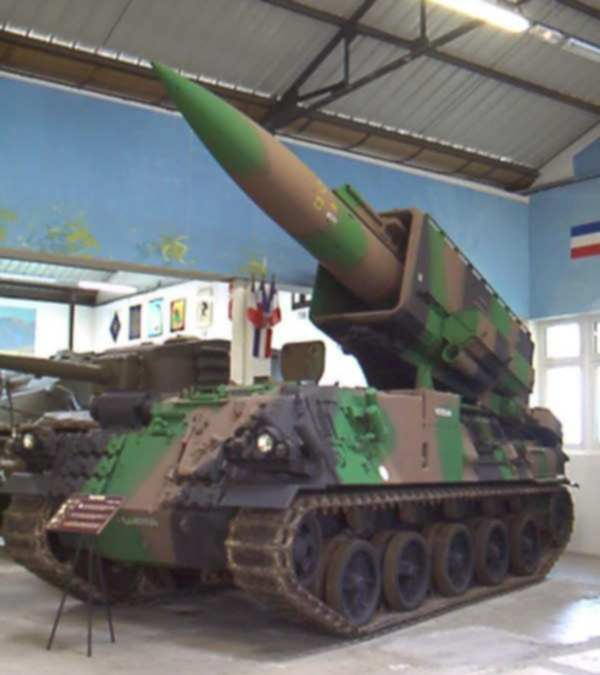
Un AMX-30 in versione lanciatore di missili nucleari Pluton

- AMX-30S: versione adattata agli ambienti desertici;
- AMX-30E: versione spagnola prodotta sotto licenza;
- AMX-30B2: carro migliorato nei sistemi di puntamento, nella mobilità e nella protezione;
- AMX-30B2 Brenus: AMX-30B2 con corazza reattiva e nuovo motore Renault-Mack E9 da 750 hp;
- AMX-30C2: prototipo con cannone stabilizzato e mirino termico;
- AMX-30D: carro da recupero, dotato di lama apripista e verricelli;
- AMX-30 EBG: veicolo del genio;
- AMX-30H: veicolo gettaponte;
- AMX-30DT: carro da sminamento, telecomandabile, con sistema a ruote metalliche.
- AMX-30 PLUTON: veicolo di lancio del missile balistico Pluton;
- AMX-30R: piattaforma di lancio per missili terra-aria Roland;
- AMX-30C1 Shahine: piattaforma di lancio per missili terra-aria Crotale;
- AMX-30DCA: versione antiaerea con due cannoni Hispano-Suiza HS831A da 30 mm;
- AMX-30SA: versione dell'AMX-30DCA modificata per l'Arabia Saudita;
- AMX 30 AuF1: semovente d'artiglieria calibro 155 mm.

## Operatori

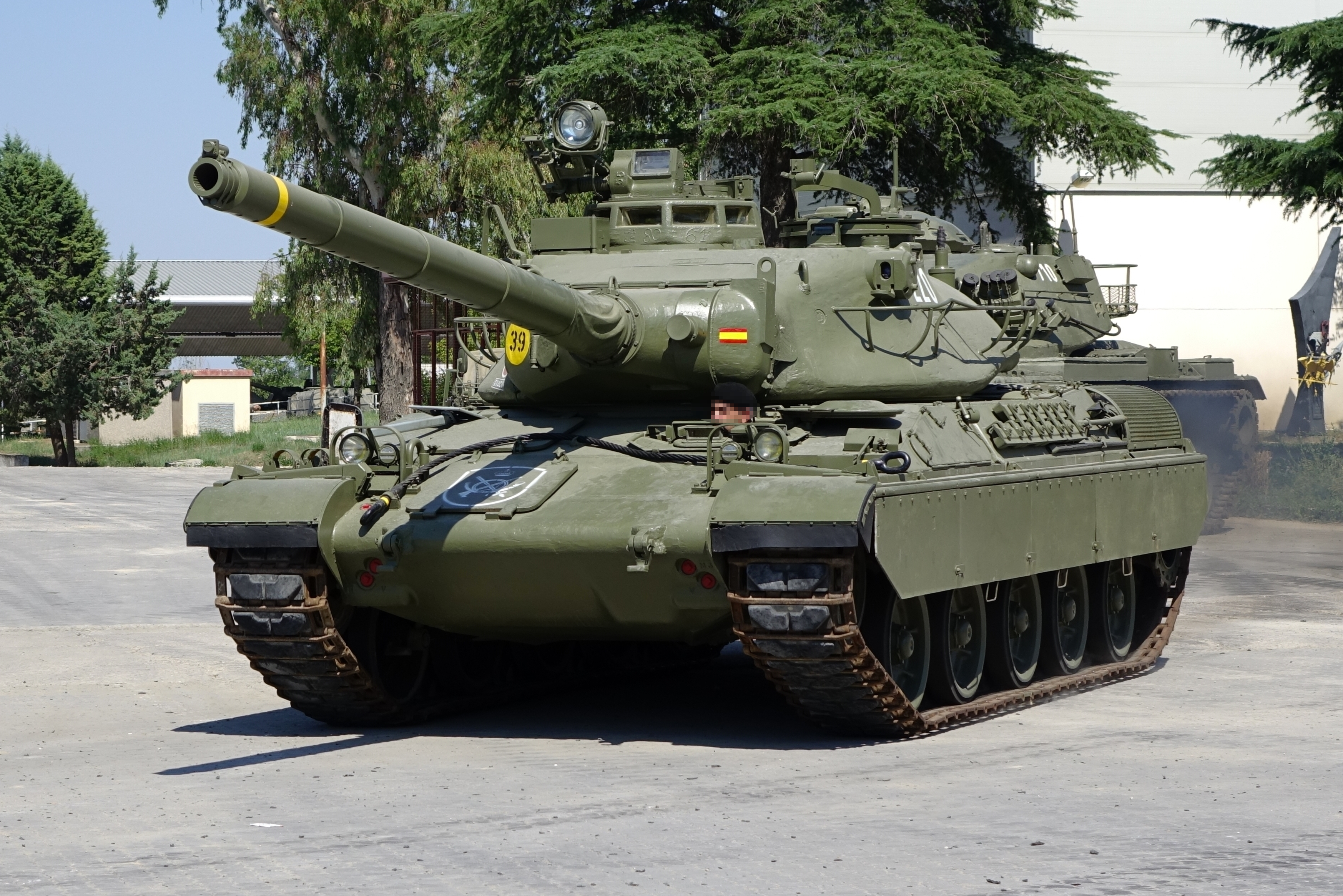
Un AMX-30EM2 dell'esercito spagnolo al Museo dei blindati di El Goloso

Arabia Saudita
- Reale forza terrestre saudita

190 AMX-30S acquistati nel 1972 e consegnati tra il 1973 e il 1979, 59 AMX-30D consegnati tra il 1975 e il 1979, 12 AMX-30H consegnati tra il 1977 e il 1979, 52 AMX-30SA consegnati tra il 1979 e il 1981 e 50 AMX-30C1 consegnati tra il 1980 e il 1989.
 Bosnia ed Erzegovina
- Forze armate della Bosnia ed Erzegovina

52 AMX-30 donati dagli Emirati Arabi Uniti nel 1998.
 Cile
- Ejército de Chile

48 AMX-30 e 2 AMX-30D acquistati nel 1980 ma solo 19 AMX-30 e un AMX-30D consegnati nel 1981 a causa dell'entrata in vigore di un embargo. 21 AMX-30B2 acquistati nel 1997.
 Cipro
- Ethnikí Frourá

53 consegnati nel 1988, seguiti da altri 52 di seconda mano consegnati dalla Grecia nel 1996 e altri 9 nel 2003. 52 in servizio nel 2023.
 Emirati Arabi Uniti
- Esercito degli Emirati Arabi Uniti[6]

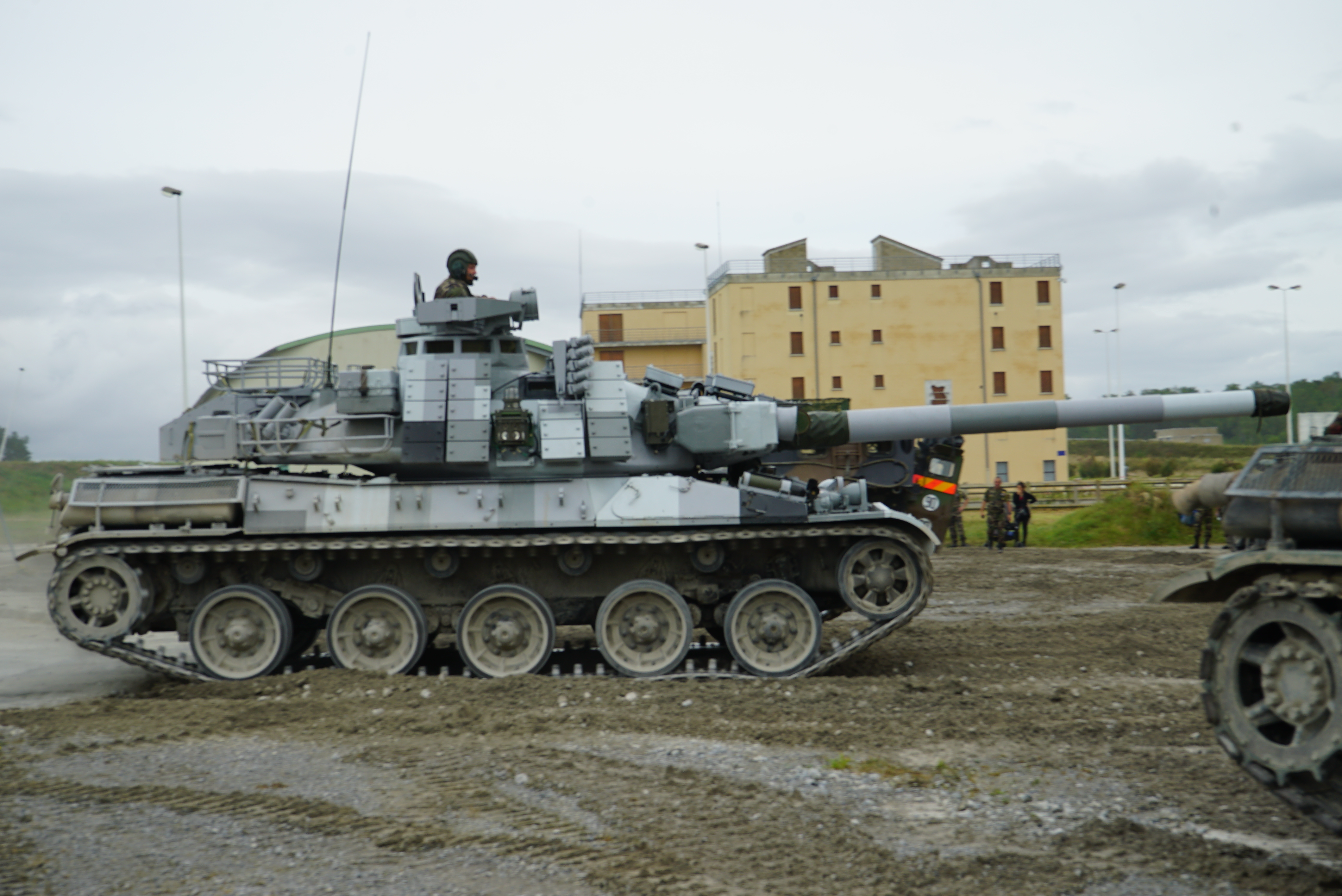
Un AMX-30B2 Brenus dell'Armée de terre

 Francia
- Armée de terre

300 esemplari ordinati, seguiti da altri 600 nel 1971. I primi 5 esemplari sono stati consegnati nel 1966. In totale sono stati consegnati 1 355 AMX-30 di varie versioni. Gli ultimi AMX-30B2 Brenus sono stati ritirati dal servizio nel 2018.
 Iraq
- Al-Quwwat al-Barriyya al-ʿIrāqiyya

5 AMX-30D acquistati nel 1981.
 Nigeria
- Nigerian Army

16 AMX-30R in servizio nel 2011.
 Qatar
- Esercito del Qatar

Circa 40 AMX-30 in servizio nel 2016.
 Spagna
- Ejército de Tierra

19 AMX-30B acquistati nel 1970 insieme a una licenza per produrre 180 AMX-30E in Spagna, consegnati a partire dal 1974. Altri 100 AMX-30E sono stati consegnati tra il 1979 e il 1983. 10 AMX-30ED e 2 AMX-30 Kiosque da scuola guida sono stati acquistati dalla Francia. Tutti gli esemplari sono stati ammodernati a AMX-30EM1 e AMX-30EM2 a partire dal 1987.
 Venezuela
- Ejército Nacional de la República Bolivariana de Venezuela

82 AMX-30BV più 4 carri recupero AMX-30D consegnati nel periodo 1973-1974, aggiornati dal 2014 allo standard AMX-30VE ed in servizio al settembre 2018.